# Parafia Wniebowzięcia Najświętszej Maryi Panny w Niemodlinie
Parafia Wniebowzięcia Najświętszej Maryi Panny – rzymskokatolicka parafia położona jest przy ulicy Rynek 29 w Niemodlinie. Parafia należy do dekanatu Niemodlin w diecezji opolskiej.

## Historia parafii
Parafia powstała około 1228 roku i obejmowała wtedy 26 okolicznych wsi. Pierwszym znanym z nazwiska proboszczem parafii był Eccehard, wymieniony w dokumencie z 1290 roku. W latach 1389–1810 w Niemodlinie istniała Kapituła Kolegiacka. W okresie reformacji parafia uległa silnej i trwałej protestantyzacji. W ostatnich latach przed wojną zaledwie jedna trzecia mieszkańców była wyznania rzymskokatolickiego.
Proboszczem parafii jest ks. Robert Skornia.

## Zasięg parafii
Do parafii należą wierni mieszkający w następujących miejscowościach: Niemodlin, Brzęczkowice, Gościejowice, Grodziec I, Grodziec II, Jaczowice, Lipno, Michałówek, Piotrowa, Rzędziwojowice, Sady, Szydłowiec Śląski i Wydrowice.

## Inne kościoły i kaplice
Do parafii należą:
- kościół filialny Imienia Najświętszej Maryi Panny w Szydłowcu Śląskim,
- kaplica św. Jana Chrzciciela w Grodźcu[1].

## Proboszczowie po 1945 roku
- ks. Otto Elsner,
- ks. Stanisław Woronowicz,
- ks. Jan Tomaszewski,
- ks. Edward Studziński,
- ks. Zbigniew Krukowski,
- ks. Henryk Słodkowski,
- ks. Jerzy Chyłek,
- ks. Sławomir Kwiatkowski
- ks. Robert Skornia - obecnie[2].